# بيان طرابلس 1972
بيان طرابلس هو بيان أصدر في طرابلس بليبيا عن الجمهورية العربية اليمنية وجمهورية اليمن الديمقراطية الشعبية بشأن استكمال الخطوات نحو تحقيق الوحدة اليمنية .

## نص البيان
| بيان طرابلس 1972 | في الفترة من 21 شوال 1392هـ الموافق 26 نوفمبر 1972م إلى 23 شوال 1392هـ الموافق 28 نوفمبر 1972م وفاء لنضال الشعب اليمني وشهدائه لبناء يمن موحد مستقل وحرصا على إزالة كل العراقيل التي تقف عقبة في طريق وحدة اليمن. وشعوراً بالمسئولية التاريخية تجاه الأمة العربية.. وعملا بأحكام المادة (4) من اتفاقية الوحدة.. وتلبية للدعوة الكريمة التي وجهها الأخ العقيد معمر القذافي لرئيسي دولتي اليمن.. اجتمع الأخ/ القاضي عبدالرحمن الإرياني رئيس المجلس الجمهوري بالجمهورية العربية اليمنية والأخ/ سالم ربيع علي رئيس مجلس الرئاسة في جمهورية اليمن الديمقراطية الشعبية في طرابلس في الفترة من 21 شوال 1392هـ الموافق 26 نوفمبر 1972م إلى 23 شوال 1392هـ الموافق 28 نوفمبر 1972م. وشارك لقاء القمة اليمني الزعيم العربي الكبير الأخ/ معمر القذافي رئيس مجلس قيادة الثورة في الجمهورية العربية الليبية.. وقد بحث الرئيسان في اللقاء التاريخي العظيم أوضاع اليمن بصفة عامة والاقتتال الأخير على وجه الخصوص وقد أكد الرئيسان على ضرورة الإسراع في تنفيذ اتفاقية الوحدة ببيان رئيسي الوزراء في شطري اليمن نصا وروحا وتوفير كل الظروف الملائمة لبناء اليمن الموحد في ظل المحافظة على منجزات ثورتي 26 سبتمبر و 14 أكتوبر وتوفير مناخ ديمقراطي كامل وذلك حرصا على استقلال اليمن وبناء مجتمع متطور يسير في طريق التقدم والاشتراكية. وأكدا على ضرورة العمل من أجل القضاء على مخلفات نظام الإمامة والنظام الاستعماري في اليمن وحكم السلاطين الإقطاعي كطريق وحيد لحل معضلات الإنسان اليمني. وحرصاً من الرئيسين اليمنيين على خلق الظروف الملائمة لسرعة إنجاز أعمال اللجان المشتركة اتفقا على الأسس التالية:- 1. يقيم الشعب العربي في اليمن دولة واحدة تسمى الجمهورية اليمنية. 2. للجمهورية اليمنية علم واحد ذو الألوان الثلاثة الأحمر فالأبيض فالأسود. 3. مدينة صنعاء عاصمة الجمهورية اليمنية 4. الإسلام دين الدولة، وتؤكد الجمهورية اليمنية على القيم الروحية وتتخذ الشريعة الإسلامية المصدر الرئيسي للتشريع. 5. اللغة العربية هي اللغة الرسمية للجمهورية اليمنية. 6. تهدف الدولة إلى تحقيق الاشتراكية مستلهمة الطراز الإسلامي العربي وقيمه الإنسانية وظروف المجتمع اليمني بتطبيق العدالة الاجتماعية التي تحظر أي شكل من أشكال الاستغلال.. وتعمل الدولة عن طريق إقامة علاقات اشتراكية في المجتمع على تحقيق كفاية في الإنتاج وعدالة في التوزيع بهدف تذويب الفوارق سلميا بين الطبقات. 7. الملكية العامة للشعب أساس تطوير المجتمع وتنمية وتحقيق كفاية الإنتاج و الملكية الخاصة غير المستغلة مصونة ولا تنزع إلا وفقاً للقانون وبتعويض عادل. 8. نظام الحكم في الجمهورية اليمنية وطني ديمقراطي. 9. ينشأ تنظيم سياسي موحد يضم جميع فئات الشعب المنتجة صاحبة المصلحة في الثورة للعمل ضد التخلف ومخلفات العهدين الإمامي والاستعماري وضد الاستعمار القديم والجديد والصهيونية.. وتشكل لجنة مشتركة لوضع النظام الأساسي للتنظيم السياسي ولوائحه مستهدية بالنظام الخاص بإقامة الاتحاد الاشتراكي العربي في الجمهورية العربية الليبية.. وعلى ضوء مناقشته من قبل فئات الشعب. 10. يعين دستور الجمهورية اليمنية حدودها. إن الرئيسين يؤكدان حق الإنسان اليمني في أن يحيا على أرضه حراً كريماً يتفيأ ظلال العدالة والمساواة تحقيقاً لمضامين الدين الإسلامي التقدمية والإنسانية ويعتبران هذه المضامين التي ترفض استغلال الإنسان لأخيه الإنسان بكل أشكاله أساساً لأي تقدم حضاري في الوطن العربي. ولقد ناقش الرئيسان الوضع العربي وأعربا عن دعمهما التام لنضال الشعب الفلسطيني من أجل استعادة أراضيه كما يعتبران وحدة المقاومة والكفاح المسلح الفلسطيني ضرورة حتمية لمواجهة العدو الصهيوني ولمواجهة المؤامرات الاستعمارية والرجعية التي تتعرض لها القضية الفلسطينية والقضية العربية. كما أعربا عن دعمهما التام للبلدان العربية المحتلة أراضيها من قبل العدو الصهيوني في نضالها من أجل تحرير هذه الأراضي. علاوة على ذلك فقد أكد الرئيسان على أن تحقيق الوحدة اليمنية وإقامة الدولة اليمنية التقدمية الواحدة سيشكل دعما قويا لنضال الشعب العربي الفلسطيني ولنضال البلدان العربية من أجل تحرير فلسطين والأراضي العربية المحتلة وسيقوى النضال العربي التحرري ضد الاستعمار والصهيونية. ولقد استعرض الرئيسان الوضع في الخليج العربي وأعربا عن تأييدهما لشعب الخليج العربي وكفاحه من أجل حريته ووحدة أراضيه ومن أجل حماية عروبته من كل المطامع الاستعمارية. وقد اتفق الرئيسان على محاربة النشاط الإسرائيلي المحموم في البحر الأحمر وعلى اتخاذ جميع الوسائل الكفيلة لحماية الجزر اليمنية الواقعة في هذا البلد العربي. كما عبرا عن إيمانهما بضرورة قيام الحركة العربية التقدمية الواحدة كأساس لتحقيق الوحدة العربية التقدمية الشاملة.. وعند استعراضهما للوضع الدولي أكدا مساندتهما وتأييدها لكفاح الشعوب في أفريقيا وآسيا وأمريكا. كما أدانا سياسة الاستعمار الجديد والتمييز العنصري. هذا وقد اتفق الرئيسان أيضا على ما يلي:- 1. تنفيذاً للمادة السادسة من الاتفاق المعقود بين حكومتي الشطرين تشكل لجان فنية مشتركة على النحو التالي:- 1. لجنة الشئون الدستورية: حسين الحبيشي. محمد انعم غالب. محمد احمد السياغي. إسماعيل الوزير. أحمد علي المطري. عبدالسلام خالد. عبدالملك الطيب. محمد عبدالله الفسيل. عبدالله الخامري. الدكتور عبدالرحمن عبدالله. الدكتور محمد جعفر. عمر الجاوي. طه علي صالح. ناجي بريك. احمد سعيد باخبيره. عثمان مهدي. 2. لجنة الشئون الخارجية والتمثيل الديبلوماسي والقنصلي: غالب علي جميل. احمد الإرياني. علي محسن حميد. محمد صالح عولقي. مطلق عبدالله . سالم باجميل. 3. اللجنة الاقتصادية والمالية: عبدالله الأصنج. عبدالكريم الإرياني. عبدالوهاب محمود. احمد عبده سعيد. محمد الخادم الوجيه. عبد العزيز عبد الغني . علي لطف الثور. محمد سعيد عبد الرحمن. محمد عبد الوهاب جباري.عبدالله حمود الحسيني. محمود عبدالله عشيش. فرج بن غانم. نصر ناصر علي. فاروق ناصر. صالح احمد النينو. عبدالله حسن. محمد صالح الوالي. عفيف عبدالله. عبدالرحمن البصري. صالح بادغيسان. 4. لجنة الشئون التشريعية والقضائية: غالب راجح. عبدالله عوض. محمد علي المطاع. محمد بن محمد الشامي. عبدالقادر مكرم. محمد احمد الجرافي. أسعد طاهر. طه علي صالح. الشيخ عبدالله محمد حاتم. علي عوض احمد. عمر البار. حميده زكريا. علي سليمان. عبدالواسع سلام. 5. لجنة شئون التربية والثقافة والإعلام: أحمد جابر عفيف. محمد اليريمي. عبدالله عطية. محمد الربادي. عبدالعزيز اليوسفي. عبدالودود سيف. علي الرزاقي. احمد محمد هاجي. علي حمود عفيف. محمود الكتري. احمد عبدالله عبدالإله. سعيد النوبان. عبدالله فاضل فارع. دكتور جعفر الظفاري. سلطان عبده ناجي. فوزية محمد جعفر. راشد محمد ثابت. عبدالله الملاحي. عبدالله شرف. علي أسعد عبدالخالق. 6. لجنة الشئون العسكرية: علي الضبعي. حمود بيدر. محمد خميس. عبدالوهاب الشامي. علي أبو لحوم. عبدالله الحمدي. عبدالواحد السياغي. محمد صالح مطيع. ملازم أول هادي احمد ناصر. رائد احمد صالح عبده. رائد احمد سالم عبيد. رائد احمد صالح حاجب. نقيب محمد عبدالله البطاني. ملازم أول احمد محمد حاجب. 7. لجنة الشئون الصحية:محمد عبدالودود. عبدالله الجنداري. عبدالرحمن إسحاق. د عبدالعزيز الدالي. توفيق حاتي. عبدالله احمد. 8. لجنة الإدارة والمرافق العامة:عبدالله الكرشمي. حسين المقبلي. يحيى البشاري. احمد الويسي. احمد الرعيني. علي أبو الرجال. محمد الحيمي. احمد شجاع الدين. مصطفى عبدالخالق. فارس سالم. علي حسين موسى. خالد فضل منصور. محمد صالح القطيشي. محمد بن محمد عبادي. أمين صالح. محمد غالب. - أولاً: يطلب الرئيسان إلى الأخ/ معمر القذافي رئيس مجلس قيادة الثورة في الجمهورية العربية الليبية تعيين ممثل شخصي له يشارك في أعمال الممثلين الشخصيين للرئيسين. - ثانياً: يطلب الرئيسان إلى أمين عام جامعة الدول العربية أن يعين مندوبا عن الجامعة في كل لجنة من اللجان الفنية الواردة أعلاه وأن يعين ممثلا شخصياً له مقيما في اليمن لمساعدة الممثلين الشخصيين للرؤساء الثلاثة في عملهم. - ثالثاً: على لجنة الدستور أن تفرغ من إعداده في أقرب وقت ممكن. ويعبر الرئيسان عن شكرهما العميق للأخ/ العقيد معمر القذافي رئيس مجلس قيادة الثورة الذي شارك مشكوراً في إنجاح الإجراءات الفورية لتنفيذ اتفاقية الوحدة وللأخوة أعضاء مجلس قيادة الثورة في الجمهورية العربية الليبية وللشعب الليبي الشقيق على حسن الاستقبال وكرم الضيافة وعلى مشاعرهم الأخوية الصادقة تجاه الشعب العربي اليمني. كما يعبران عن شكرهما للجهود التي بذلتها لجنة التوفيق العربية من أجل إنهاء حالة التوتر والاقتتال التي كانت سائدة في اليمن وللجهود التي بذلها رئيسا جمهورية مصر العربية والجمهورية العراقية وومثلاهما الشخصيان من أجل حقن الدماء اليمنية وإنجاح اتفاقية الوحدة. وبالله التوفيق التوقيع: عن جمهورية اليمن الديمقراطية الشعبية : سالم ربيع علي عن الجمهورية العربية اليمنية : القاضي عبد الرحمن الإرياني | بيان طرابلس 1972 |